# 茅笪
茅笪村（又稱茅撻村）為香港沙田區一條客家村落，隸屬沙田鄉事委員會和沙田九約之一的沙田圍約。茅笪位處海拔300-350米的高地，坐落於饅頭墩及慈雲山兩山之間的山谷，與十二笏村隔谷相對。茅笪在慈沙古道沙田坳以北數百米外，汽車可由九龍一方經沙田坳道進入該村。相傳，茅笪因為村周圍長滿茅草而得名。

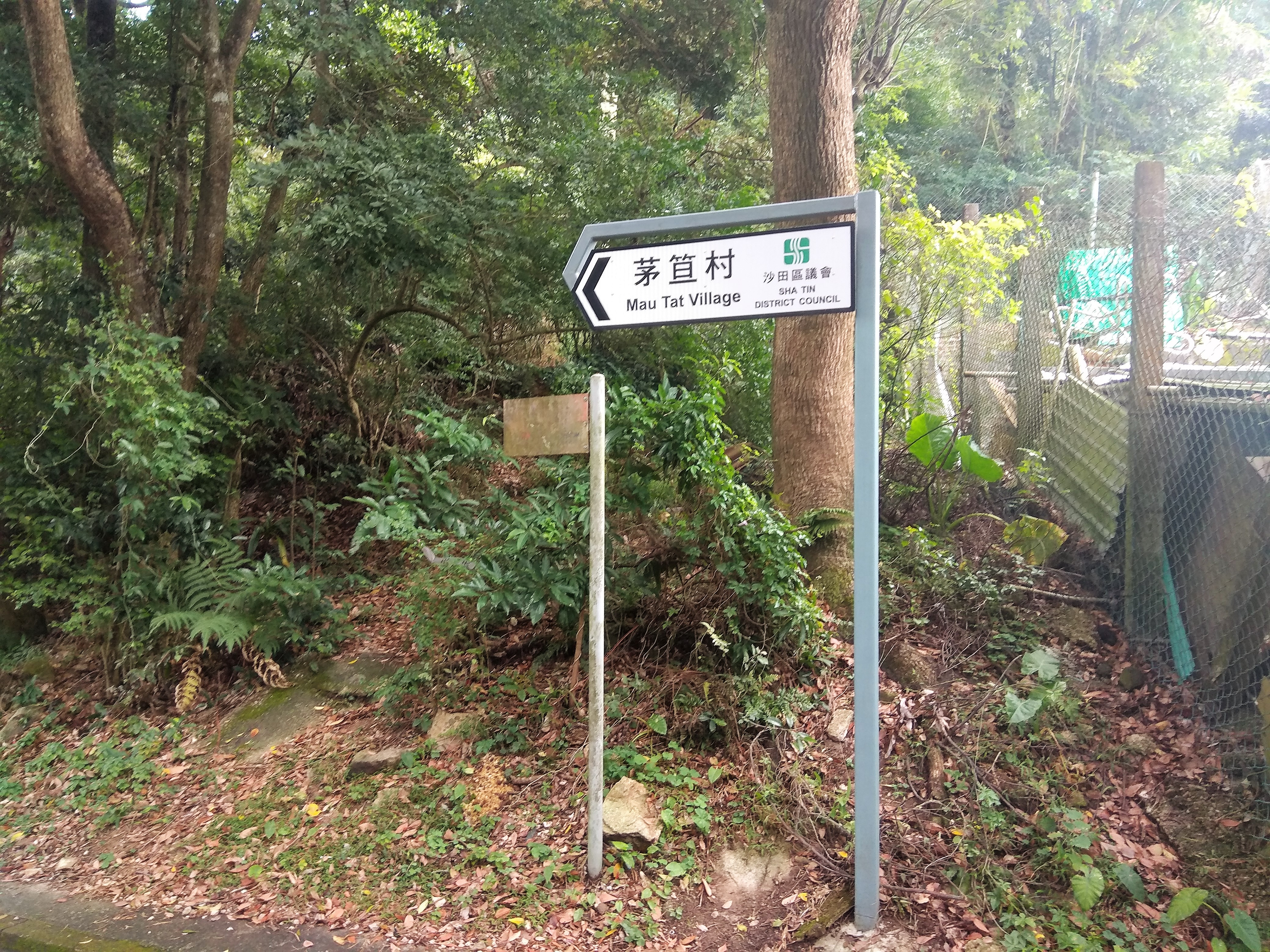
茅笪村路牌

## 歷史
茅笪居民大多為鄭姓和洪姓，有200多年歷史。茅笪分為高低兩排村落，洪氏居於的較低的一排村屋，並把他們的圍叫做「龍山室」，鄭氏則居於較高的一群村屋。
鄭氏先祖原居於福建長樂，於明末清初年代南遷，原先居於沙田圍一帶，由於該處一帶多為鹽田，不適宜耕種，因此鄭氏後人於7-80年後分別再遷往香輋、大輋及茅笪。後來香輋鄭氏再遷至斴近的黃泥頭至今。因此，黃泥頭、大輋及茅笪鄭氏是同宗同源的族人。
1911年，茅笪有人口18人。1963年，茅笪有九戶50多人。茅笪有參加每十年一次的沙田九約太平清醮，最近一次為2015年：鄭氏醮信有五戶共45人、洪氏醮信有五戶共30人，王氏醮信有一戶共4人。
茅笪村與觀音山各村關係良好，以前村民常與觀音山村、十二笏、茂草岩等鄰村通婚。由於茅笪位於深山，缺乏可作耕種的土地，村民以擔著割好的茅草下山到九龍城墟市出售為生，另外亦有村民種花、種桔和果樹。
香港日治時期間，由於茅笪村為處慈沙古道旁，屬重要的運輸路線，是日軍必經之路，每天都會巡視，因此村中藏起的所有糧食都被日軍充公。日軍對待村民非常差，可以隨意捉拿村民到軍營毆打，有女村民遭日軍強暴和毆打，家人只能眼睜睜看著無法反抗。
1943年，一架盟軍飛虎隊戰機墜毀於茅笪村後山，一名盟軍少將被茅笪村女村民洪桂英發現並指引逃走方向，日軍其後向她查問仍拒供出情報。戰後她嫁給青梅足馬的十二笏村村民曾生，他是東江游擊隊成員。
1944年，日軍在蒲崗炮台炮擊擊中另一架盟軍飛虎隊戰機，一名飛行員克爾中尉（Lieutenant Donald W. Kerr）跳傘逃生，降至茅笪村口，後被東江游擊隊營救脫險。

## 建築
- 洪氏宗祠[9]
- 鄭氏宗祠

## 交通
茅笪和十二笏居民只能依賴香港居民巴士NR806線進出市區。此巴士線來往觀音花園及黃大仙（盈鳳里），村民需步行出沙田坳獅子亭巴士站登車。星期一至五有五班車，星期六、日及公眾假期每一小時有一班。由於客量很少，此巴士線過去多次停運和轉手，令村民苦不堪言。

## 事件
2005年，下班夜歸的村長鄭己堂遭兩名持普通話的蒙面刧匪持刀指嚇，遭刧去財物並被綑綁在路邊欄杆。鄭村長被困半小時始能自行鬆綁，回家報警求助。
2021年，一名獨居於茅笪村一間石屋的洪氏長者因火災離世，享年85歲。

## 外部連結
- 居民代表選舉茅笪（沙田）的劃定現有鄉村範圍（2019至2022年） （页面存档备份，存于）